# Amago Hisayuki
Amago Yoshihisa (尼子 久幸?; ... – 1541) è stato un samurai giapponese del periodo Sengoku appartenente al clan Amago.

## Biografia
Hisayuki fu il secondo figlio di Amago Kiyosada e fratello minore di Amago Tsunehisa. Era considerato un leader capace anche se cauto.
Quando Tsunehisa fu bandito dal castello di Gassan-Toda nel 1486 dopo aver pianificato di rendersi indipendente dal clan Kyōgoku, Hisayuki, che non era ancora diventato maggiorenne, fu a lungo posto sotto la protezione dei Takeda nel castello di Kanayama, dove compì il suo genpuku (cerimonia di raggiungimento della maggiore età). Quando Tsunehisa riprese possesso di Gassan-Toda, Hisayuki tornò dal fratello diventandone uno dei più importanti generali. Nel 1516 sposò la figlia di Takeda Motoshige quando questi ultimi interruppero i legami con gli Ōuchi e si allearono con gli Amago. Nel 1525, otto anni dopo la morte di Motoshige, Hisayuki guidò una forza per aiutare i Takeda quando furono minacciati dagli Ōuchi.
Nel 1518 il figlio di Tsunehisa, Masahisa, fu ucciso attaccando il castello del servitore ribelle degli Amago Sakurai Sōteki (桜井 宗的?). Tsunehisa fu colpito dal dolore quando sentì la notizia e pensò di ritirarsi a favore di Hisayuki ma quest'ultimo gli fece cambiare idea.
Nel 1540, dopo che Tsunehisa si era ritirato in favore di suo nipote Haruhisa, quest'ultimo iniziò una grande campagna per distruggere i Mōri della provincia di Aki. Quando un consiglio dei servitori degli Amago fu chiamato a discutere la pianificazione della spedizione, quasi tutti parlarono a favore dell'attacco. Hisayuki, tuttavia, considerò i rischi troppo grandi e si dichiarò contrario, sostenendo che sarebbe stato necessario adottare un approccio più cauto per sconfiggere Motonari. Per questo fu deriso da Tsunehisa e marcato come codardo; venne soprannominato il timido Yasu. Lui e suo nipote Kunihisa furono inviati contro il clan Shishido della provincia di Aki in quella che fu un'operazione secondaria della prossima campagna contro la capitale dei Mōri a Yoshida-Koriyama. Alla fine di quella che divenne la fallita battaglia di Haruhisa di Yoshida-Koriyama, le truppe Môri e Ōuchi attaccarono improvvisamente gli Amago mentre si ritiravano e causarono un tale caos tra i ranghi che lo stesso Haruhisa fu in pericolo di morte. Hisayuki caricò le linee nemiche per coprire Haruhisa e fu ucciso.
Il suo corpo fu sepolto a Kōriyama dai Mōri. La sua lapide porta il nome Yoshikatsu (義勝?).